# Warnemünde (stacja kolejowa)
Warnemünde – stacja kolejowa w Rostocku, w dzielnicy Warnemünde, w kraju związkowym Meklemburgia-Pomorze Przednie, w Niemczech. Znajdują się tu 4 perony. Jest stacją czołową, położoną na półwyspie przy ujściu rzeki Warnow do Morza Bałtyckiego.